# Axinandra beccariana
Axinandra beccariana är en tvåhjärtbladig växtart som beskrevs av Henri Ernest Baillon. Axinandra beccariana ingår i släktet Axinandra och familjen Crypteroniaceae. Inga underarter finns listade i Catalogue of Life.